# Lengkeng
Lengkeng (kinesiska: 冷坑) är en köping i sydöstra Kina. Den ligger i Huaiji härad i staden Zhaoqing i provinsen Guangdong, omkring 160 kilometer nordväst om provinshuvudstaden Guangzhou. Antalet invånare är 95 881. Befolkningen består av 49 947 kvinnor och 45 934 män. Barn under 15 år utgör 32 %, vuxna 15-64 år 60 %, och äldre över 65 år 7,0 %.